# Норматив
Нормати́в (рос. норматив, англ. standard, norm, нім. Normative n) — показник норм, згідно з якими виконується певна робота або здійснюється що-небудь.

## Дотичний термін
Нормативний, (рос. нормативный, англ. normative, standard, нім. normativ) — 1) Той, що встановлює норму, стандарти, визначає правила. 2) Який відповідає нормативу, встановлений нормативом. Наприклад, нормативні запаси сировини тощо.

## Приклади
Норматив навантаження на очисний вибій, (рос. норматив нагрузки на очистной забой, англ. daily rate of breakage faces (stopes, walls) load, нім. Normative n der Abbaustrebbelastung) — обґрунтована величина добового видобутку з очисного вибою, що повинна бути досягнута в конкретних умовах при ефективному використанні добувного обладнання і прогресивній організації виробництва та праці.